# Axel Gauffin

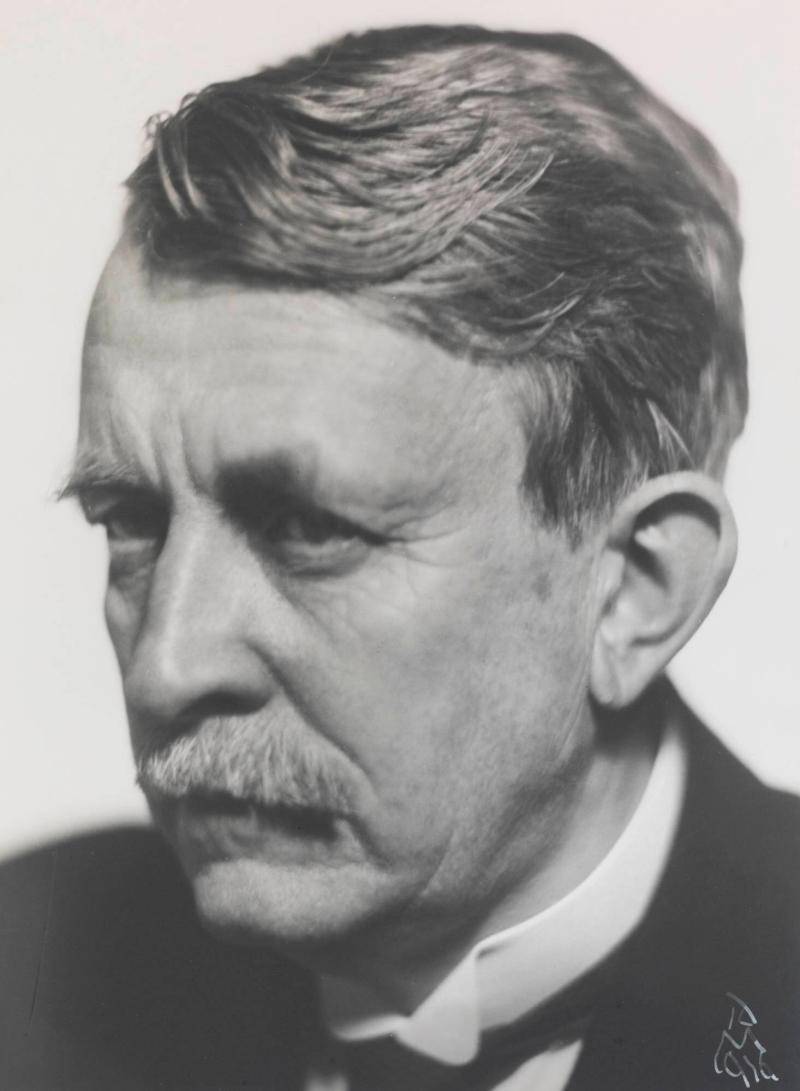
Axel Gauffin ca 1936, överintendent vid Nationalmuseum i Stockholm 1925-1942.

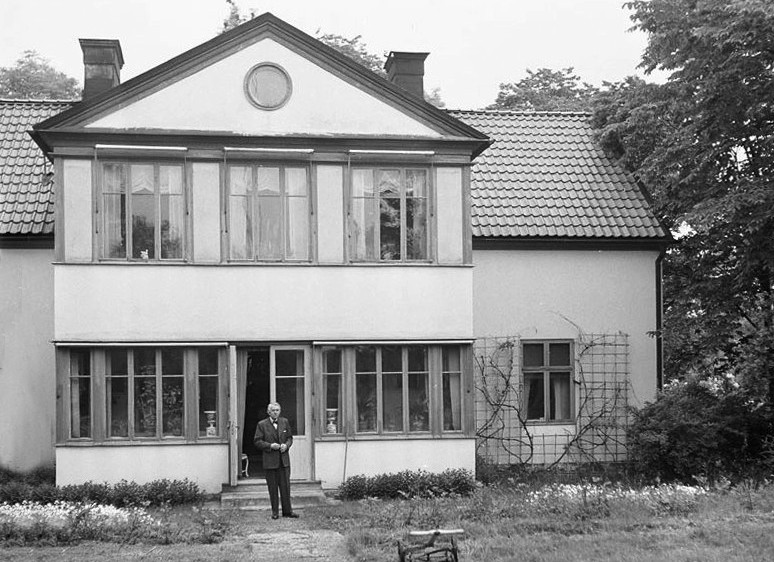
Axel Gauffin framför sitt hem i Ålsten, 1957. Han var ägare till Ålstens gård 1936-1957.

Axel Wilhelm Reinhold Gauffin (uttal [gɔˈfɛŋ] Gåfäng), född 1 juli 1877, död 26 januari 1964 Bromma församling , var en svensk konsthistoriker, museichef och tecknare.
Gauffin disputerade i konsthistoria vid Lunds universitet på en avhandling om Marcus Larson, 1908 anställdes han vid Nationalmuseum där han blev intendent 1916 och överintendent från 1925 till 1942. Gauffin nedlade ett stort arbete för att sprida konstintresset med en mängd utställningar, vandringsutställningar och föredrag. Som författare publicerade han bland annat en monografi över Ferdinand Fagerlin (1910), Konstnären prins Eugen (1915), flera katalogverk samt uppsatser särskilt om svenskt 1700-talsmåleri. Som tecknare är Gauffin representerad vid bland annat Nationalmuseum i Stockholm.
Axel Gauffin övertog 1936 Ålstens gård i Bromma, där han var bosatt till 1957.

## Fotnoter
1. 1 2 3 4  Axel W R Gauffin, Svenskt biografiskt lexikon, Svenskt Biografiskt Lexikon-ID: 14672, läs online.[källa från Wikidata]
2. ↑  Gauffin, AXEL WILHELM R., Svenskagravar.se, läs online, läst: 16 juni 2017.[källa från Wikidata]
3. ↑  Konstnärslistan (Nationalmuseum), 12 februari 2016.[källa från Wikidata]
4. ↑  Nordic Authors, Projekt Runeberg, läs online.[källa från Wikidata]
5. ↑  ”Axel Gauffin - Uppslagsverk - NE.se”. www.ne.se. https://www.ne.se/uppslagsverk/encyklopedi/l%C3%A5ng/axel-gauffin. Läst 5 juli 2023.
6. ↑  Sveriges Dödbok 1901–2009, DVD-ROM, Version 5.00, Sveriges Släktforskarförbund (2010).
7. ↑  Nationalencyklopedin multimedia plus, 2000
8. ↑  Nationalmuseum
9. ↑  Barbro Johansson, Ålsten, en gård med anor, Brommaboken 1992, Bromma Hembygdsförening, sidan 13.